# Galium turgaicum
Galium turgaicum là một loài thực vật có hoa trong họ Thiến thảo. Loài này được Knjaz. mô tả khoa học đầu tiên năm 2003.